# 一夜限りのプレミアムコンサート「始まりは終わらない」
一夜限りのプレミアムコンサート「始まりは終わらない」は、2012年7月4日に発表された石川晃次のライブ・アルバム。

## 収録曲
ディスク1
1. この道の果て
2. これが答えだ
3. 今日を生きるのさ
4. 強く、もっと強く
5. I guess this is love
6. 11月の空
7. 始まりは終わらない
8. 心色探しながら
9. Your heart will be mine

ディスク2
1. もっと光を
2. フロンティア～心の場所～
3. スーパースター
4. シェムリアップ
5. 風を見つめて
6. こんな日もあるのさ
7. クレッシェンド
8. 図南の翼
9. 「君を好きだ」という気持ち
10. 雪の夜
11. 言葉にならない何か